# Kyuss
Kyuss (/ˈkaɪəs/ KY-əs) — американський рок-гурт, створений у Палм-Дезерт (Каліфорнія) 1987 року. Гурт розпався у 1995 році і з того часу, учасники Kyuss грали в кількох відомих гуртах, зокрема: Queens of the Stone Age, Fu Manchu, Dwarves, Eagles of Death Metal, Mondo Generator, Hermano, Unida, Slo Burn та Them Crooked Vultures.
У листопаді 2010 року троє колишніх учасників гурту (за винятком Гоммі, який відмовився брати участь) возз'єдналися під адаптованим псевдонімом «Kyuss Lives!» для світового туру з планами записати новий альбом. Федеральний позов, поданий згодом Гоммі, призвів до того, що Олівері покинув гурт у березні 2012 року, а через п'ять місяців суд постановив, що Гарсія та Бйорк не мають права випускати аудіозаписи під іменем Kyuss Lives!. У результаті вони змінили назву на Vista Chino.

## Історія

### Як Katzenjammer та Sons of Kyuss (1987—1991)
Гурт утворився в 1987 році під назвою Katzenjammer (німецький жаргон, що означає «Похмілля» [архаїчне], буквально «стогін кота»), перш ніж зрештою вирішив вибрати назву Sons of Kyuss. Брант Бйорк взяв це ім'я з монстра, знайденого в рольовій грі Advanced Dungeons & Dragons. У 1989 році гурт записав свій однойменний дебютний мініальбом Sons of Kyuss, який став їх єдиним релізом, де брав участь басист Кріс Кокрелл. Після того, як в 1990 році мініальбом був випущений, в гурт повернувся Нік Олівері, який до цього грав у Katzenjammer на гітарі, щоб замінити Кокрела, а назва була скорочена до Kyuss.

### Як Kyuss (1991—1995)
Перший склад гурту під цією назвою виглядав наступним чином: вокаліст Джон Гарсія, гітарист Джош Гоммі, басист Нік Олівері та барабанщик Брент Бйорк. Гурт давав концерти по всій південній Каліфорнії: для її імпровізованих виступів (які отримали назву «генераторних»), що проводилися переважно на відкритому повітрі, були характерні невеликі групки людей, пиво та використання бензинових генераторів, що виробляють електроенергію для обладнання. Гоммі прокоментував пізніше, що: гра в пустелі «була формуючим фактором для гурту», зазначивши, що «тут немає клубів, тому ви можете грати лише безкоштовно. Якщо ви не подобаєтеся людям, вони вам скажуть».
Потім гурт підписав контракт із незалежним звукозаписним лейблом Dali Records, на якому у вересні 1991 року команда випустить свій дебютний студійний альбом — «Wretch». В альбом також увійшли деякі пісні з EP Sons of Kyuss. Продаж альбому був повільним, хоча гурт швидко здобув собі ім'я як концертний гурт. Невдовзі гітарист Джош Гоммі завоював хорошу репутацію завдяки своєму унікальному пом'якшеному, психоделічному стилю гри на гітарі через підсилювачі для бас-гітари для створення басового звуку. У 1992 році гурт разом із новим продюсером Крісом Госсом розпочала роботу над наступним альбомом — «Blues for the Red Sun». Ґосс зрозумів гурт і зміг точно передати живий звук у студії. Альбом, випущений у червні того ж року, був добре сприйнятий критиками та сьогодні широко вважається новаторським стоунер-роковим записом. До кінця 1993 року Kyuss також відіграли 9 концертів по Австралії разом з Metallica. Порівняння з хрещеними батьками стоунер-року Black Sabbath стали звичайними, хоча Гоммі стверджував, що мало знав про гурт на той час, але водночас Бйорк заявляв, що він і Олівері перебували під величезним впливом британського гурту.
Олівері покинув гурт після завершення роботи над альбомом, а Скотт Рідер, якому було запропоновано приєднатися до Kyuss п'ять-шість місяців тому під час туру The Obsessed по Західному узбережжю США, дебютував на вечірці з нагоди випуску Blues for the Red Sun.
Невдовзі гурт підписав контракт з мейджор-лейблом Elektra Records після того, як Dali Records зіткнулися з фінансовими проблемами та були куплені Elektra. У 1994 році вони випускають свій однойменний альбом, який невдовзі став широко відомий під назвою Welcome to Sky Valley. Знову спродюсований Крісом Госсом, він отримав визнання критиків і в музичному плані продемонстрував набагато більш психоделічний і зрілий звук. Однак виникли особисті проблеми, і барабанщик Брант Бйорк покинув гурт після завершення запису. Бйорк згадував про свою надзвичайну неприязнь до гастролей, особливо до проблем у стосунках із гуртом, які виникають під час тривалих періодів у дорозі. Його замінив Альфредо Ернандес, який раніше грав з Рідером у гурті Across the River у середині 80-х. У липні 1995 року вони випустили свій четвертий і останній альбом «...And the Circus Leaves Town». Наприкінці літа 1995 року Kyuss розпадається.

### Після розпаду (1996-наш час)
Після розпаду гурту Гоммі грав Screaming Trees, після чого разом з Ернандесом заснував Queens of the Stone Age. Пізніше до них в якості басиста приєднався ще один колишній учасник Kyuss — Нік Олівері. Вокаліст Джон Гарсія брав участь у кількох проєктах: Unida, Hermano та Slo Burn. Альфредо Ернандес пізніше грав із Fatso Jetson, Orquestra Del Desierto та Yawning Man. Барабанщик Брент Бйорк випустив кілька сольних альбомів і заснував гурт Brant Bjork and the Bros, у складі якого виступав з Fu Manchu та Mondo Generator, заснованого Ніком Олівері.
У 1997 вийшов спільний спліт, на якому були представлені три пісні Kyuss і три Queens of the Stone Age. У 2000 була випущена збірка кращих пісень гурту Kyuss Muchas Gracias: The Best of Kyuss, яка крім головних хітів гурту включала пісні, що раніше не видавались.
Чутки серед фанатів про возз'єднання стали постійними та наполегливими. Однак, коли у 2004 році Гоммі запитали про возз'єднання Kyuss, він відповів, що був би не дуже радий цьому. Але вже в грудні 2005 року Гарсія з'явився на сцені разом з Queens of the Stone Age у Лос Анджелесі, і разом вони виконали 3 пісні Kyuss: Thumb, Hurricane і Super Scoopa and Mighty Scoop.

## Дискографія
Студійні альбоми
- Wretch (1991)
- Blues for the Red Sun (1992)
- Welcome to Sky Valley (1994)
- ...And the Circus Leaves Town (1995)

Збірки
- Muchas Gracias: The Best of Kyuss (2000)
- Rhino Hi-Five: Kyuss (2007)
- Green Machine (2018)

Мініальбоми
- Sons of Kyuss (1990)
- Kyuss/Queens of the Stone Age (1997)

Триб'ют-альбом
- Listen Without Distraction (2004)

Сингли
- Thong Song (1992)
- Green Machine (1993)
- Demon Cleaner (1994)
- Gardenia (1995)
- One Inch Man (1995)
- Shine! (1996)
- Into the Void (1996)

## Учасники гурту
- Джош Гоммі  — гітари (1987—1995)
- Джон Гарсія  — головний вокал (1987—1995)
- Брант Бйорк  — ударні, перкусія (1987—1994)
- Кріс Кокрелл — бас-гітара (1987—1991)
- Нік Олівері  – гітари (1987—1988), бас-гітара (1991—1992)
- Скотт Рідер  — бас-гітара (1992—1995)
- Альфредо Ернандес  — ударні, перкусія (1994—1995)

### Склади
| 1987–1989 Katzenjammer  | - Джон Гарсія – головний вокал - Джош Гоммі – гітара, бек-вокал - Нік Олівері – ритм гітара - Кріс Кокрелл – бас-гітара - Брант Бйорк – ударні, перкусія |
| 1989–1991 Sons of Kyuss | - Джон Гарсія – головний вокал - Джош Гоммі – гітари - Кріс Кокрелл – бас-гітара - Брант Бйорк – ударні, перкусія                                        |
| 1991–1992               | - Джон Гарсія – головний вокал - Джош Гоммі – гітари - Нік Олівері – бас-гітара - Брант Бйорк – ударні, перкусія                                         |
| 1992–1994               | - Джон Гарсія – головний вокал - Джош Гоммі – гітари - Скотт Рідер – бас-гітара - Брант Бйорк – ударні, перкусія                                         |
| 1994–1995               | - Джон Гарсія – головний вокал - Джош Гоммі – гітари - Скотт Рідер – бас-гітара - Альфредо Ернандес – ударні, перкусія                                   |